# Burgo de Ebro
Burgo de Ebro är en kommun i Spanien.   Den ligger i provinsen Provincia de Zaragoza och regionen Aragonien, i den nordöstra delen av landet, 280 km nordost om huvudstaden Madrid. Antalet invånare är 2 363.